# Katarzyna Kaźmierczak
Katarzyna Kaźmierczak (ur. 4 września 1967 w Żninie) – polska leśnik, doktor habilitowany nauk rolniczych, profesor na Uniwersytecie Przyrodniczym w Poznaniu, specjalistka od dendrometrii oraz nauk o produkcyjności lasu.

## Kariera naukowa
W 1991 roku na Uniwersytecie Przyrodniczym w Poznaniu uzyskała tytuł magistra inżyniera. W 1992 roku został zatrudniony na tejże uczelni, a w 2004 roku na jej Wydziale Leśnym uzyskała stopień doktora nauk rolniczych w zakresie leśnictwa na podstawie rozprawy pt. Przyrost wysokości i dokładność różnych sposobów jego określania na przykładzie wybranych drzewostanów sosnowych, której promotorem był Stanisław Orzeł. W 2013 roku ten sam wydział nadał jej stopień doktora habilitowanego nauk rolniczych w dyscyplinie leśnictwa na podstawie pracy pt. Charakterystyka przestrzeni wzrostu sosny w drzewostanach trzech klas wieku i jej związki z innymi cechami drzewa.